# 贝拉·卢戈西
贝拉·卢戈西（英語：Bela Lugosi，/ləˈɡoʊsi/，匈牙利語：[ˈluɡoʃi]，1882年10月20日—1956年8月16日），本名布洛什科·贝洛·费伦茨·德热（匈牙利語：Blaskó Béla Ferenc Dezső，匈牙利語：[ˈblɒʃkoː ˈbeːlɒ ˈfɛrɛnt͡s ˈdɛʒøː]），匈牙利裔美国演员，以在1931年电影《德古拉》中扮演德古拉而知名。